# Chiesa di San Michele Arcangelo (Venezia, San Marco)

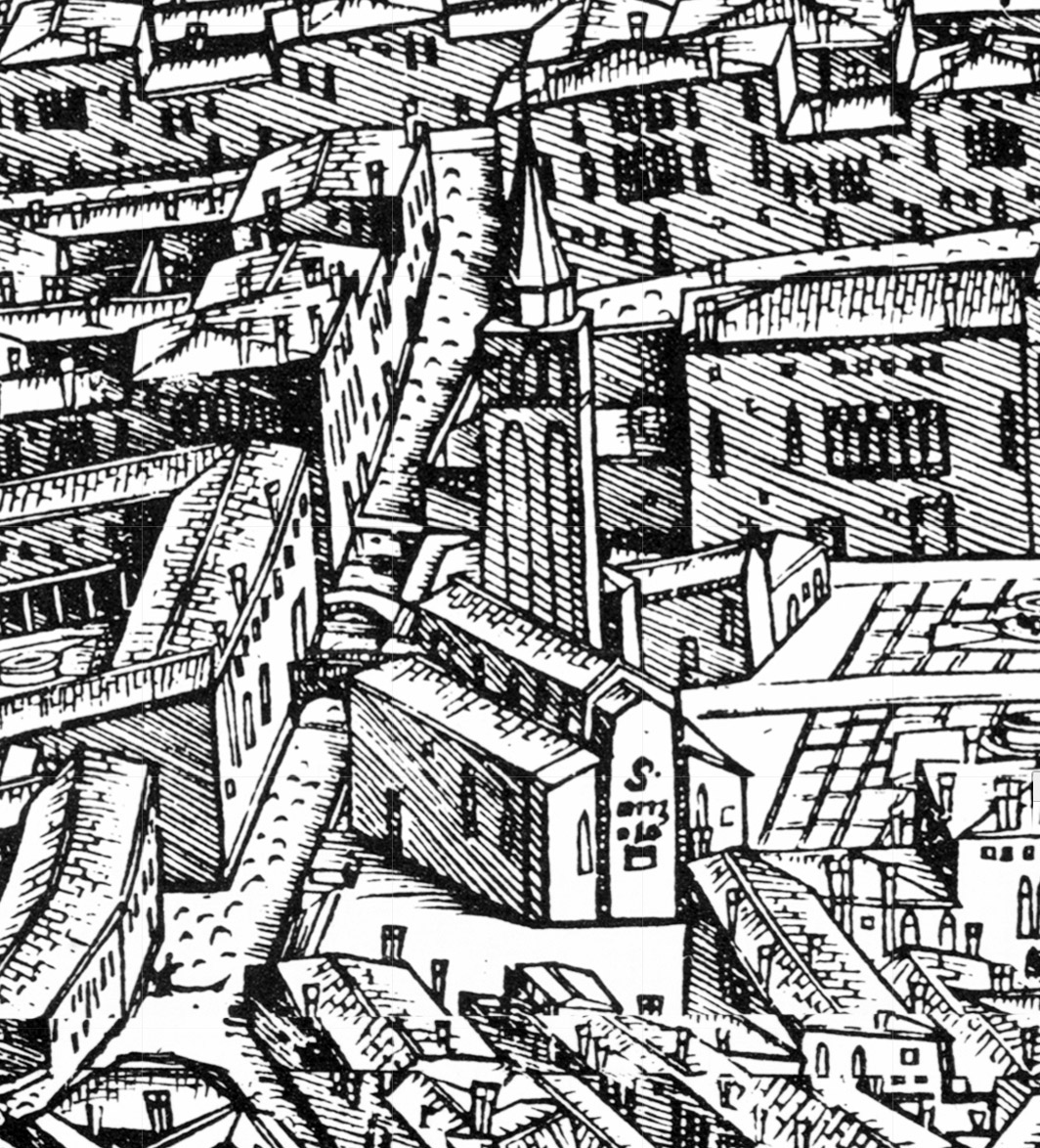
La chiesa di San Michele Arcangelo nella veduta di Venezia di Jacopo de' Barbari, 1500.

La chiesa di San Michele Arcangelo, o chiesa di Sant'Angelo, è stato un edificio sacro di Venezia. Ubicata nel sestiere di San Marco, nel campo omonimo, fu demolita nel 1837.

## Storia
Chiesa di antichissima fondazione, fu ricostruita nel 1069 e più volte rimaneggiata e rifatta tra XV e XVII secolo. Costituiva parrocchia ed era affiliata alla chiesa di Santa Maria del Giglio.
Nel 1810, come molti altri luoghi sacri della città, fu chiusa al culto a seguito delle repressioni napoleoniche e inglobata nella contigua parrocchia di Santo Stefano; nel 1837 fu demolita.
Attualmente non resta traccia dell'edificio, in luogo del quale null'altro fu costruito; sopravvive il toponimo di campo Sant'Angelo.

## Descrizione
La chiesa di Sant'Angelo s'innalzava davanti al convento della chiesa di Santo Stefano, lungo il rio attiguo, con la facciata sul campo: essa, molto disadorna, era aperta da un grande portale e da tre grandi finestre a mezzaluna. Sulla destra si ergeva un alto campanile cuspidato, che crollò nel dicembre del 1455 in seguito a dei lavori di ristrutturazione eseguiti da Aristotele Fioravanti.
Internamente la chiesa aveva nove altari, su uno dei quali era conservata una delle più celebri pale di Tiziano Vecellio: la Pietà, poi conservata alle vicine Gallerie dell'Accademia.
In questa chiesa era sepolto il compositore Domenico Cimarosa, deceduto nel vicino Palazzo Duodo, le cui spoglie andarono disperse con la demolizione.